# Fijische dollar
De Fijische dollar is de munteenheid van Fiji. Eén dollar is honderd cent.
De Fijische dollar werd in 1969 ingevoerd die de Fijische pond verving.
De volgende munten worden gebruikt: 5, 10, 20 en 50 cent en 1 dollar. Het papiergeld is beschikbaar in 2, 5, 10, 20, 50 en 100 dollar.
In 2012 is op de bankbiljetten de afbeelding van de Britse koningin vervangen door inheemse flora en fauna. Op de munten staat ze echter nog wel afgebeeld.

## Bankbiljetten
| Serie 2007 | Serie 2007 | Serie 2007 | Serie 2007 | Serie 2007   | Serie 2007                                     |
| Afbeelding | Afbeelding | Waarde     | Jaartal    | Voorzijde    | Achterzijde                                    |
| ---------- | ---------- | ---------- | ---------- | ------------ | ---------------------------------------------- |
|            |            | 2 dollar   | 2007       | Elizabeth II | Nationaal stadion in Suva; Korobasgebergte     |
|            |            | 5 dollar   | 2007       | Elizabeth II | Gekamde fijileguaan; Balakapalm; Masiratubloem |
|            |            | 10 dollar  | 2007       | Elizabeth II | Joske's Thumb; Grand Pacific Hotel             |
|            |            | 20 dollar  | 2007       | Elizabeth II | Uluinabukelevu; Mijnbouw; Visverwerking        |
|            |            | 50 dollar  | 2007       | Elizabeth II | Culturele presentatie van Tabua en Yaqona      |
|            |            | 100 dollar | 2007       | Elizabeth II | Kaart van Fiji; Toerisme                       |

| Serie 2012 | Serie 2012 | Serie 2012 | Serie 2012 | Serie 2012               | Serie 2012                                     |
| Afbeelding | Afbeelding | Waarde     | Jaartal    | Voorzijde                | Achterzijde                                    |
| ---------- | ---------- | ---------- | ---------- | ------------------------ | ---------------------------------------------- |
|            |            | 5 dollar   | 2012       | Roodkeellori             | Gekamde fijileguaan; Balakapalm; Masiratubloem |
|            |            | 10 dollar  | 2012       | Beli                     | Joske's Thumb; Grand Pacific Hotel             |
|            |            | 20 dollar  | 2012       | Macgillivrays stormvogel | Uluinabukelevu; Mijnbouw; Visverwerking        |
|            |            | 50 dollar  | 2012       | Tagimouciabloem          | Culturele presentatie van Tabua en Yaqona      |
|            |            | 100 dollar | 2012       | Fijicicade               | Kaart van Fiji; Toerisme                       |